# Metz au Moyen Âge

Drapeau de la République messine (1234-1552).

L’histoire de Metz au Moyen Âge est celle d’une ville libre d’Empire qui s’affranchit graduellement de la tutelle féodale impériale avant de devenir en 1552 une ville sous protectorat français. Son histoire est fortement liée à celles des nombreux villages alentour du pays messin.

## Fin de l’Empire romain et grandes invasions

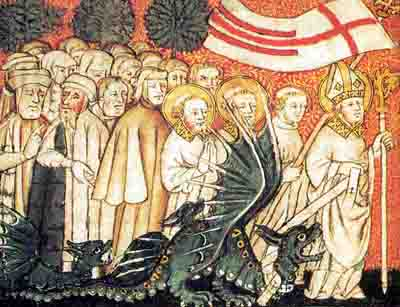
Saint Clément, premier évêque de Metz, conduit le Graoully sur les bords de la Seille.

La cité romaine de Divodurum subissant les invasions barbares dès le IIIe siècle et une fois enserrée dans une enceinte à cette même époque entame sa transition de l'Antiquité romaine au Haut Moyen Âge, période dénommée l'Antiquité tardive. C'est cependant à cette époque trouble que le christianisme s’immisce de plus en plus dans la cité du déclinant Empire d'occident. Relatée à travers la légende de saint Clément et du Graoully, l'évangélisation de la ville en a fait au bout de quelques siècles un des premiers évêchés de la région. On note l'édification d'un oratoire dédié à saint Étienne ainsi qu'un second dans l'ancien amphithéâtre attribué à saint Clément tous deux au cours du Ve siècle.
Le mode de vie romain est toujours présent dans la ville si bien que de nouveaux édifices civils se construisent toujours comme la future abbatiale Saint-Pierre-aux-Nonnains dont la destination initiale reste toujours incertaine (bien que les historiens penchent pour une basilique civile ou une palestre) ou l'amphithéâtre Sainte-Marie au IVe siècle. Mais, assiégée par les Alamans en 245, puis, une fois protégée, par les Huns au Ve siècle, la ville est ruinée, et ce d'autant plus pour ses environs urbanisés tels que le futur quartier Outre-Seille, celui du Pontiffroy ou encore le Sablon. L'oratoire de Saint-Étienne épargné par la mise à sac de la ville par les Huns en fit un site religieux privilégié, où sera plus tard bâtie la cathédrale.

## Capitale de l’Austrasie

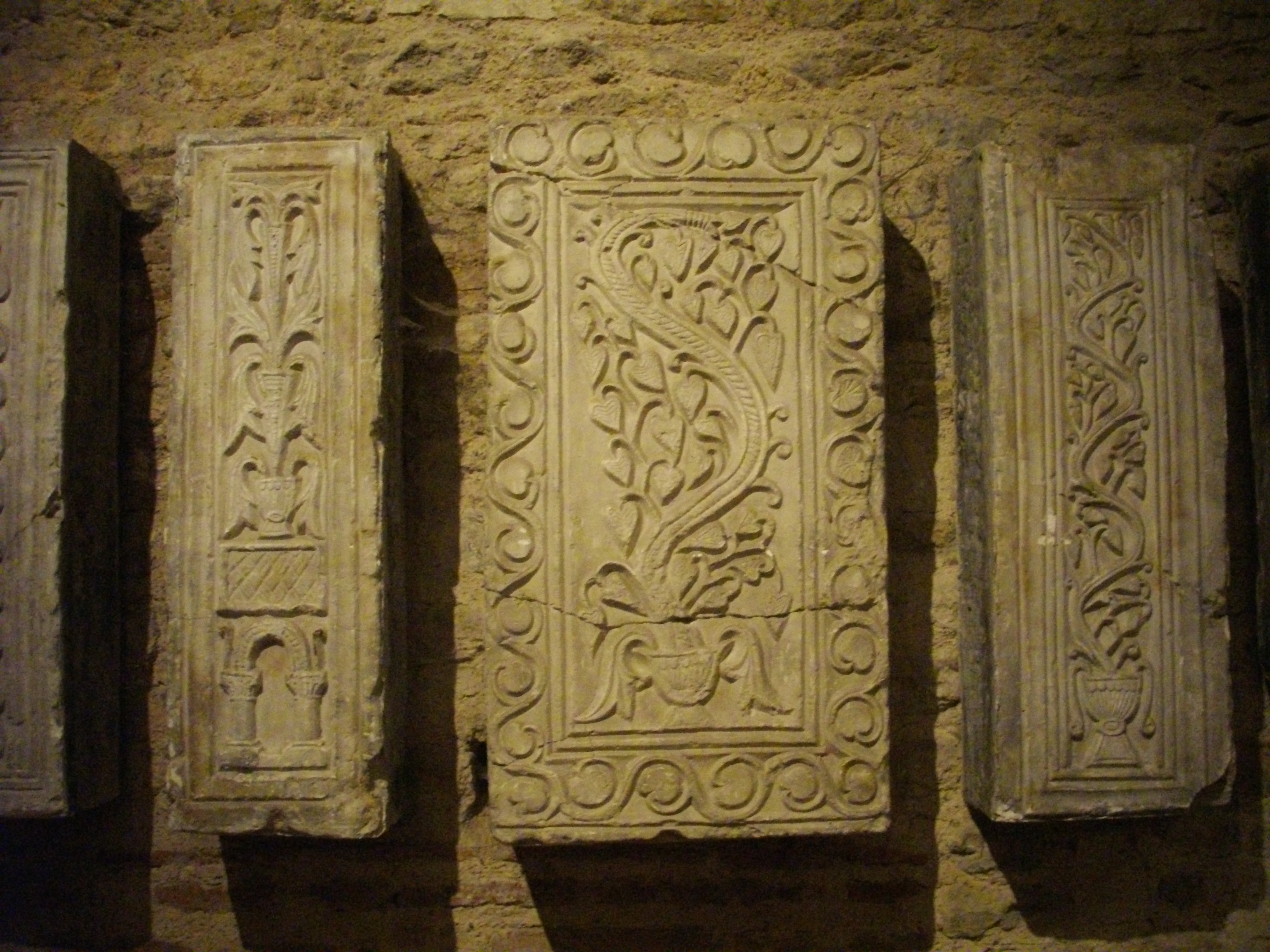
Restes du chancel mérovingien de l'abbatiale Saint-Pierre-aux-Nonnains.

À la chute de l'empire romain d'Occident en 476, Mettis tel qu'on nommait la ville à l'époque, faisait déjà partie du royaume confédéré de Clovis à la mort duquel, en 511, naît l'Austrasie dont la ville deviendra capitale 50 ans plus tard sous le règne de Sigebert Ier, se substituant à Reims. Les rois et maires du palais s'installent alors dans la ville vraisemblablement dans les palais de la Cour d'Or, à l'emplacement desquels se trouve aujourd'hui le musée du même nom, à l'intérieur d'anciens thermes romain, toutefois d'autres historiens privilégient un emplacement au sud de l'actuelle cathédrale, lui aussi autour d'un édifice antique. Le pouvoir y est de plus en plus accordé aux maires du palais, à qui les rois délèguent progressivement leurs charges, qui feront de "maire du palais" un titre héréditaire.
On voit aussi à cette époque l'apparition d'églises et d'abbayes au niveau des anciens oratoires du Bas-Empire, d'autres issus de monuments laïcs antérieurs tels qu'à Saint-Pierre-aux-Nonnains, ou d'autres créés ex nihilo notamment l'abbaye de Saint-Arnould, à l'époque hors des murs de la cité au niveau de l'église Sainte-Thérèse actuelle, refermant les tombeaux de souverains mérovingiens puis carolingiens.

## Époque carolingienne

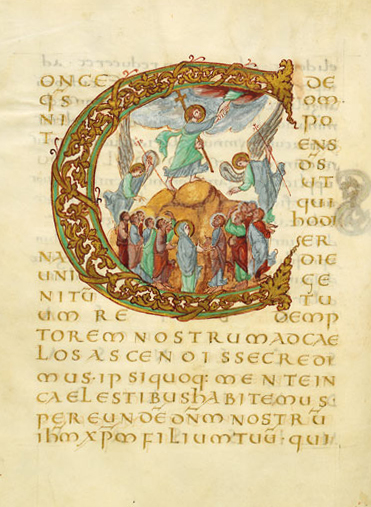
Enluminure du Sacramentaire de Drogon.

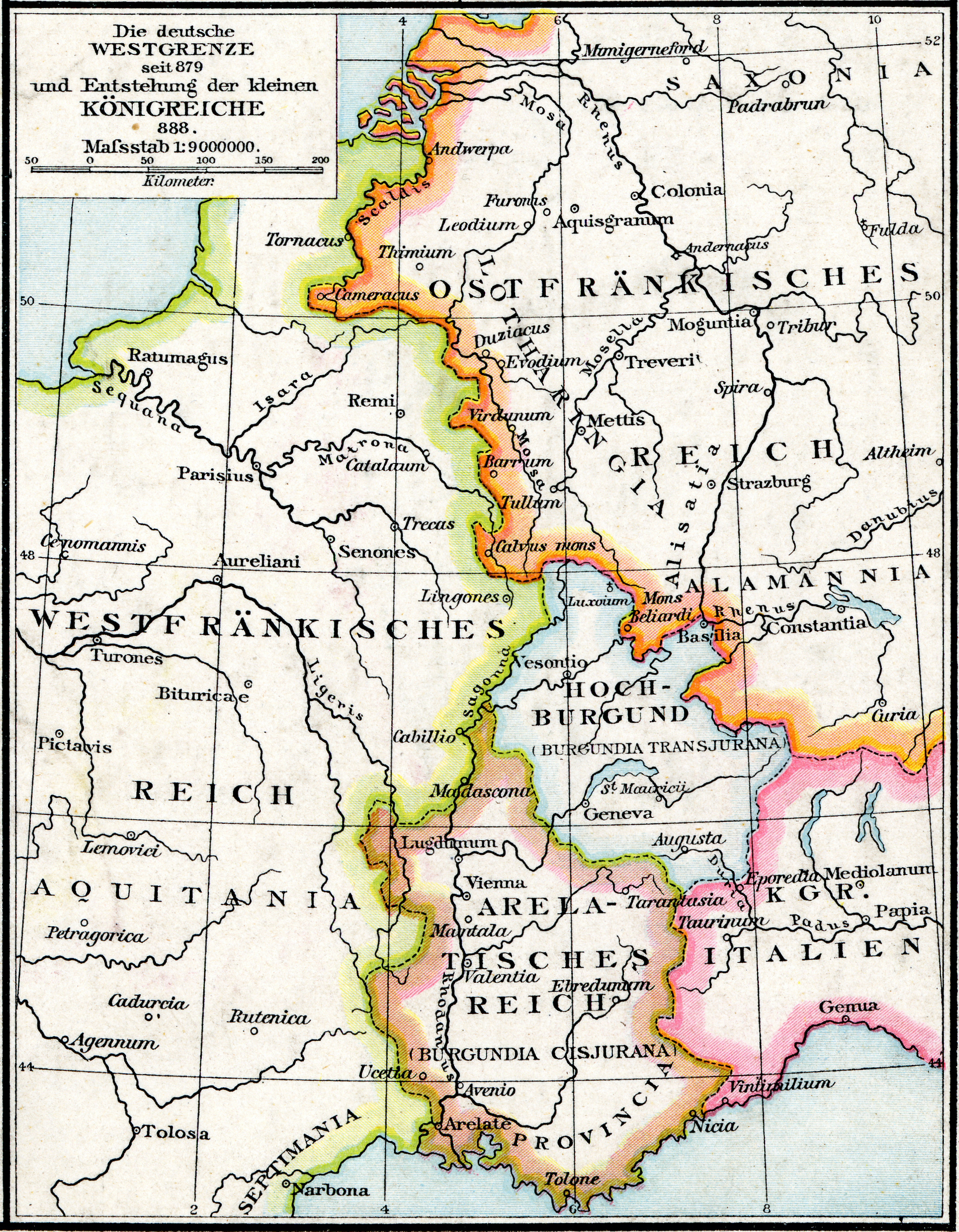
Carte de la Lotharingie annexée au futur Saint-Empire romain germanique en 888.

À partir du VIIIe siècle le développement fulgurant du christianisme du aux Carolingiens  fait se recouvrir la ville de nouveaux lieux de culte tant intra-muros que dans ses faubourgs, notamment dans celui qu’on appelait jusqu’au XVIe siècle le « quartier des basiliques », le futur Sablon, où se situait la première abbaye dédiée à Saint-Clément. Les privilèges accordés par le roi Charlemagne à l'évêque de Metz en 775 tel que la perception de l'impôt et de la possibilité rendre justice dans son diocèse, sont les prémices de la prise d'ascendant de l'Église sur le monde occidental et en particulier sur Metz, dans les siècles à venir. En contrepartie, le rôle politique de la ville, qui était en déclin depuis le milieu de l’ère mérovingienne, puis lorsqu'elle se voit incluse dans un empire à échelle européenne, est contrebalancé par le prestige qu’elle connaît en tant que berceau de la Renaissance carolingienne.
Cette époque où le fort rayonnement d’abbayes messines comme Saint-Arnould est attesté, voit la naissance du chant messin, père du chant grégorien, élaboré par l’évêque Chrodegang, ainsi que la réalisation du Sacramentaire de Drogon de 850, destiné au fils illégitime de Charlemagne, futur évêque de Metz, représentatif des manuscrits réalisés durant cette période. L’abbaye messine dédiée à l’ancêtre des carolingiens, l’évêque Arnoul, deviendra la nécropole de souverains carolingiens comme Louis le Pieux dont la fin de règne annoncera les nombreux troubles politiques de l’Europe occidentale avec le partage de Verdun en 843, qui fit de Metz une capitale, de fait, du royaume de Lothaire Ier aux dépens de l'hégémonie d'Aix-la-Chapelle.
Les conflits consécutifs au traité de Prüm, qui réduisit la Francie médiane à des entités de bien moindre importance comme la Lotharingie autour de Metz et Aix-la-Chapelle, ancienne capitale de l’empire de Charlemagne, mettront Metz et sa région dans un constant ballottage politique : Charles le Chauve, souverain du futur royaume de France, se proclame roi de Lotharingie dans la cathédrale de Metz primitive en 869. Cependant ce titre lui est retiré l’année suivante à Meerssen lorsque son frère Louis le Germanique, roi de Francie orientale, récupère les deux tiers est du royaume susdit.

Finalement l'ensemble de la Lotharingie, alors devenue duché, sera intégrée au futur Saint-Empire romain germanique.

## Montée en puissance des évêques

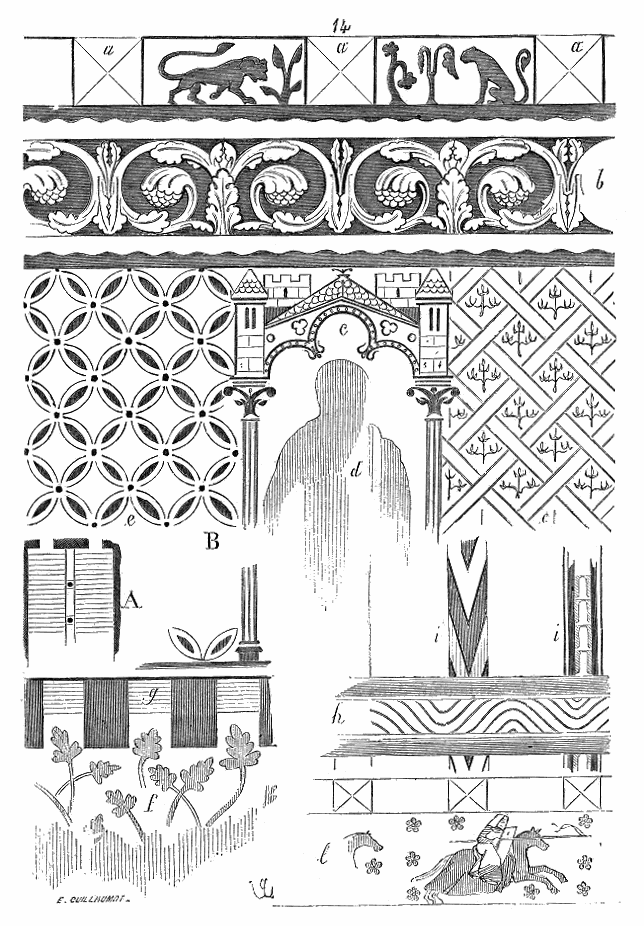
Dessin des peintures murales de l'ancienne chapelle des Templiers de Metz par Viollet-le-Duc en leur état du XIXe siècle (réfectoire des Templiers, aujourd'hui disparu).

Blason de l'évêché de Metz.

À la naissance du Saint-Empire en 962, la ville de Metz s'est déjà constituée un comté dépendant du duché de Haute-Lotharingie (futur duché de Lorraine) issu de la division de la Lotharingie de 959, cependant on doit noter le rôle de la ville comme d'un centre dans le fonctionnement du duché : du fait de son héritage politique, ancienne capitale de la Lotharingie, le pouvoir politique assez lâche et mobile de la Haute-Lorraine, reste centré autour de Metz sans qu'elle en soit capitale officielle. Ainsi, les comtes de Metz existant depuis le IXe siècle, sont doubles : les comtes dits royaux de Metz, nommés par le pouvoir royal, fourniront les deux premiers ducs fondateurs de la Maison de Lorraine (ce premier perdra progressivement de l'influence au profit de l'évêque jusqu'à disparaître en 1070), tandis que les comtes palatins, nommés par l'évêque au pouvoir grandissant, gèrent des affaires plus locales, centrées sur les territoires où du pouvoir épiscopal s’exerce (ceux-ci continueront d'exercer leurs fonctions après 1070 en tant que comtes épiscopaux).
Au fil du temps, un évêché (différent du diocèse) se constitue, englobant déjà Metz et ses environs notamment la terre de Gorze, il s'étend jusqu'au Saulnois, une région riche de ses salines ; vers la fin du Xe siècle (vraisemblablement autour de 995) ce fief devient officiellement une principauté épiscopale à la tête de laquelle se trouve le désormais  prince-évêque de Metz, une conséquence directe des privilèges accordés par Charlemagne deux siècles auparavant. Ce exerçant à la fois le pouvoir spirituel sur un diocèse très important, mais aussi le pouvoir temporel sur son évêché, est reconnu prince du Saint-Empire et ainsi possède le statut privilégié de vassal direct de l'empereur germanique de même que les évêques de Toul et de Verdun.L'évêque sera bientôt en mesure de frapper sa propre monnaie ainsi que de tenir une armée en tant que chef de guerre, ce dont il usera notamment contre les bourgeois messins lors de la guerre des Amis, mais également à maintes reprises face aux troupes ducales en vue de protéger ses possessions dans les salines de la Seille.

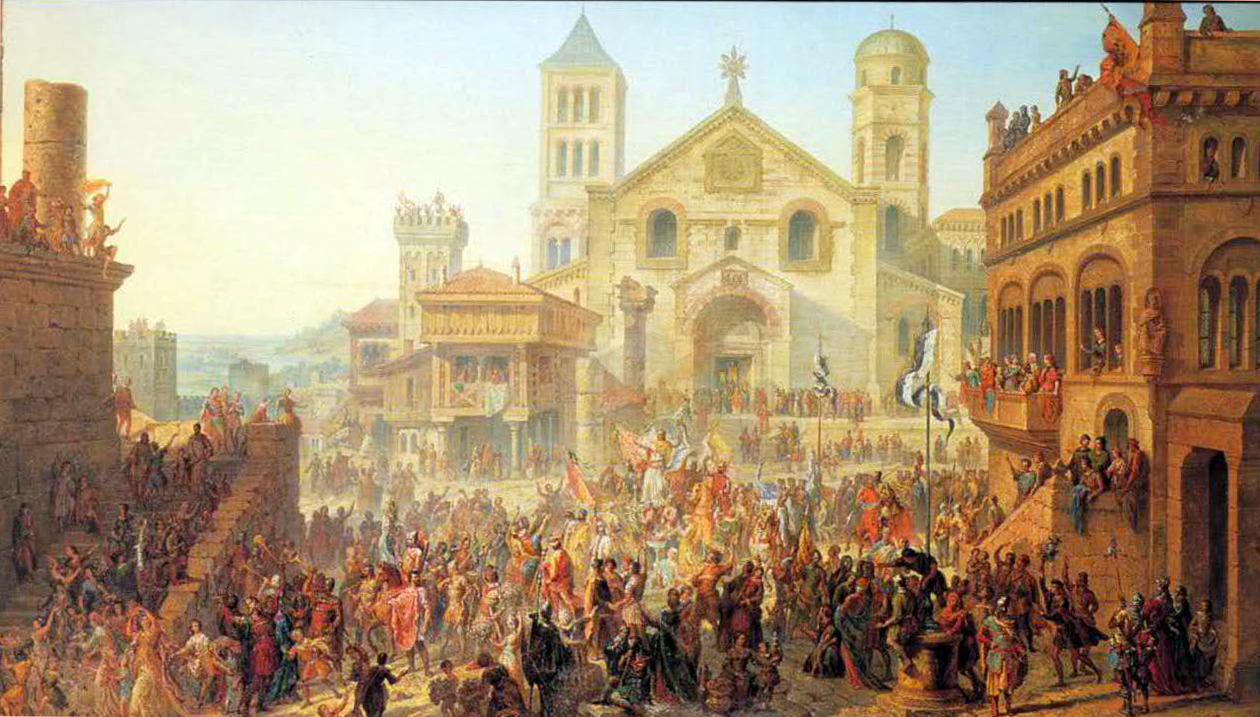
Quartier cathédral au XI d'après Auguste Migette, peintre de l'école de Metz (XIXe siècle).

L'évêque investit une ancienne construction romaine (présente jusqu'au XVIIIe siècle) située à proximité directe de la cathédrale du Xe siècle afin d'y installer son palais épiscopal. De plus, il fait agrandir et restaurer l'ancienne enceinte gallo-romaine afin que celle-ci englobe des faubourgs tels que celui de l'église Saint-Martin ou du pont Saint-Georges et fait restaurer l'abbaye Saint-Pierre-aux-Nonnains grâce aux aides financières de l'empereur Otton. L'installation des Templiers, quant à elle dans le sud de la ville fortifiée est attestée au XIIe siècle, à la suite du départ de Metz de l'expédition lancée par Louis VII dans le cadre de la deuxième croisade.De nouvelles abbayes se développent également dans les faubourgs, en particulier l'abbaye Saint-Symphorien et l'abbaye Saint-Vincent riche des vignobles de l'île d'Outre-Moselle. Le faubourg dénommé "Savelon" (Savelonis en latin) qui deviendra plus tard le Sablon est surnommé quartier des basiliques jusqu'au XVIe siècle pour les très nombreux édifices religieux le couvrant. Du nord, avec les abbayes Saint-Arnoul et Saint-Symphorien, aux hauteurs plus rurales du sud, avec l'installation première de l'abbaye Saint-Clément, églises, prieurés et autres édifices comme la chapelle Saint-Fiacre (érigée au XIIe siècle comme témoignage de paix entre le pouvoir messin et le comté de Bar) jonchent ce vaste territoire. Urbanisé sous forme de bourgs abbatiaux, proches des remparts principalement, ce faubourg gardera un rôle décisif, reliant la ville et les campagnes du pays messin, il assurera plus tard un rôle défensif également grâce à l'installation de fermes fortifiée comme à la Horgne de même que dans les faubourg de Montigny et du nord de Metz.
C'est entre 965 et 984 que, à l’aide des aides financières des premiers empereurs germaniques Othon Ier et Othon II, l'ancien sanctuaire de saint Étienne, connu comme miraculé, est pour la première fois reconstruit depuis l'Antiquité. L'évêque Thierry Ier de Metz le fera transformer en une future cathédrale de style préroman ottonien en vogue à l'époque, construite sur un plan basilical, dont la consécration aura lieu en 1040.

### Un pouvoir urbain instable

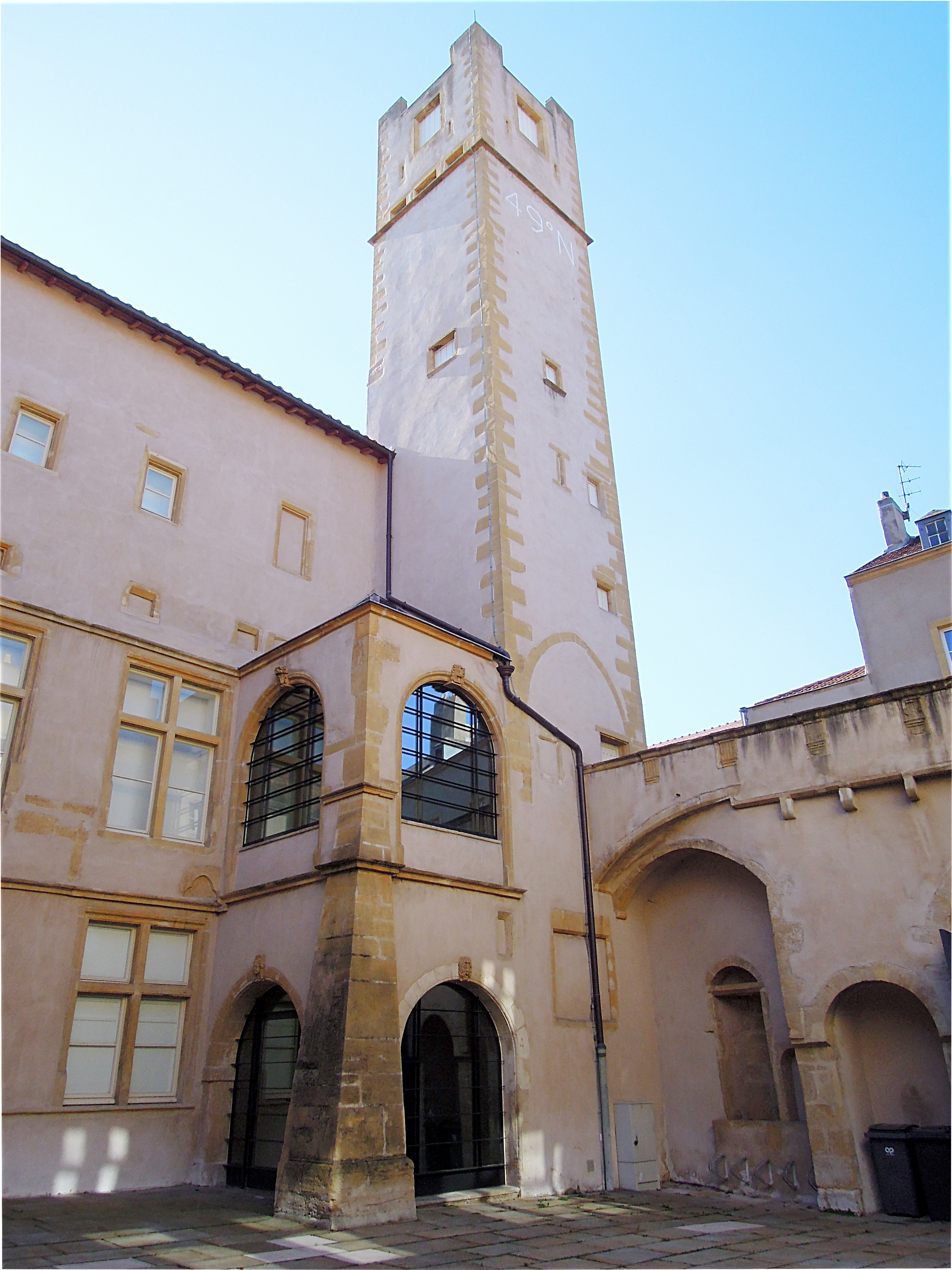
L'hôtel Saint-Livier daté du XII, témoigne de l'émergence d'un patriarcat messin déjà puissant à l'époque épiscopale.

La querelle des Investitures (1075-1122) porta un coup fatal au pouvoir épiscopal messin en déclenchant le processus qui devait aboutir à l’indépendance communale.
L’évêque Hériman, appelé aussi Hermann, sera l’un des adversaires de l’empereur Henri IV qui ouvre cette querelle en s’emparant de Metz avec l’aide du duc de Lorraine Thierry II et du comte de Metz Folmar V. L’évêque doit alors quitter la ville, puis y revient ; mais le concile de Mayence le déclare à nouveau déchu, et il doit donc s’exiler auprès de la comtesse Mathilde en Italie, avant de pouvoir, enfin, en 1089, regagner la cité épiscopale et y mourir quelques mois plus tard.
L’évêché était aussi tiraillé entre la papauté de Rome et l’empereur desquels dépendaient sa légitimité et son influence, son gouvernement, contestés jusqu’à cette évidence finale : son rejet par le gouvernement de la cité et son repli sur ses terres « hors les murs ». Car les Messins, qui aspiraient déjà à une certaine indépendance, vis-à-vis de l’évêque et du Saint-Empire romain, n’entendaient pas lier leur sort à celui des deux évêques successifs nommés par l’empereur. Ils se soulevèrent et, le premier, Walon, pourtant abbé de Saint-Arnould, démissionna. Remplacé par le souabe Brunon de Calw, homme cupide et orgueilleux, ce dernier fut poursuivi jusque dans la cathédrale par les habitants de la ville dont il put, contrairement à ses serviteurs, s’échapper d’extrême justesse alors que ceux-ci furent massacrés au pied de l’autel.
L’évêque Poppon succéda donc à Hériman, succession agréée, cette fois, par le pape. Mais, à sa mort, les Messins s’allièrent avec le duc de Lorraine Thierry II, qui prit le titre de duc de Metz et imposa, au nom de l’empereur, le schismatique Adalbéron IV, lui-même déposé par le concile de Reims de 1115. Il y eut alors quelques années de vacance épiscopale : certains seigneurs en profitèrent pour récupérer des terres, usurper des domaines appartenant à l’évêché ; les bourgeois messins décidèrent de s’organiser en commune, pour se défendre et, quand l’évêque Théoger, évêque réformiste, se présenta sous les murs, ils lui refusèrent l’entrée dans la ville. L’évêque mourut en 1120, à l’abbaye de Cluny, sans jamais avoir réussi à entrer dans Metz. Son successeur, Étienne de Bar, ne put entrer en possession de son siège qu’à la fin de la querelle des investitures, à la signature du concordat de Worms.
Une période troublée s’ensuivit, marquée par la restauration du temporel par cet évêque énergique. Les habitants prirent conscience du rôle important qu’ils avaient à jouer, tant au-dehors qu’au-dedans. Ils avaient déjà démontré leur turbulence vis-à-vis de leurs voisins allant parfois jusqu’à prendre les armes comme à Dieulouard où en 1111, un des leurs ayant été emprisonné, ils s’emparèrent du bourg et le détruisirent.

En 1133, l’intervention de saint Bernard fit renoncer à son projet le comte de Salm qui assiégeait la ville.
Vingt ans plus tard, c’est le comte de Bar Renaud II qui défait les Messins à Pont-à-Mousson, et à nouveau saint Bernard imposa la paix.
Toutes ces querelles opposaient les « citains » de Metz, et non l’évêque, à ces adversaires. Entre-temps, l’évêque avait associé les bourgeois au gouvernement de la cité. Désormais ils figurèrent dans les chartes épiscopales qui traitaient de la ville et du pays messin, comme « témoins ».
Une charte, en date de 1157, indiquait « que les bourgeois avaient dès lors des pouvoirs d’administration sur la ville et les faubourgs ».
Le pouvoir bourgeois de la ville va se consolider encore dans la fin du siècle, ainsi avant même la proclamation d'indépendance de la ville vis-à-vis des évêques, certaines sources témoignent d'un statut de Ville d'Empire (bénéficiant de l'immédiateté impériale) possédé par la ville entre 1180 et 1210. Alors, bien que le régime ne soit réellement institué qu'en 1234, les structures de la République messine étaient déjà en place.

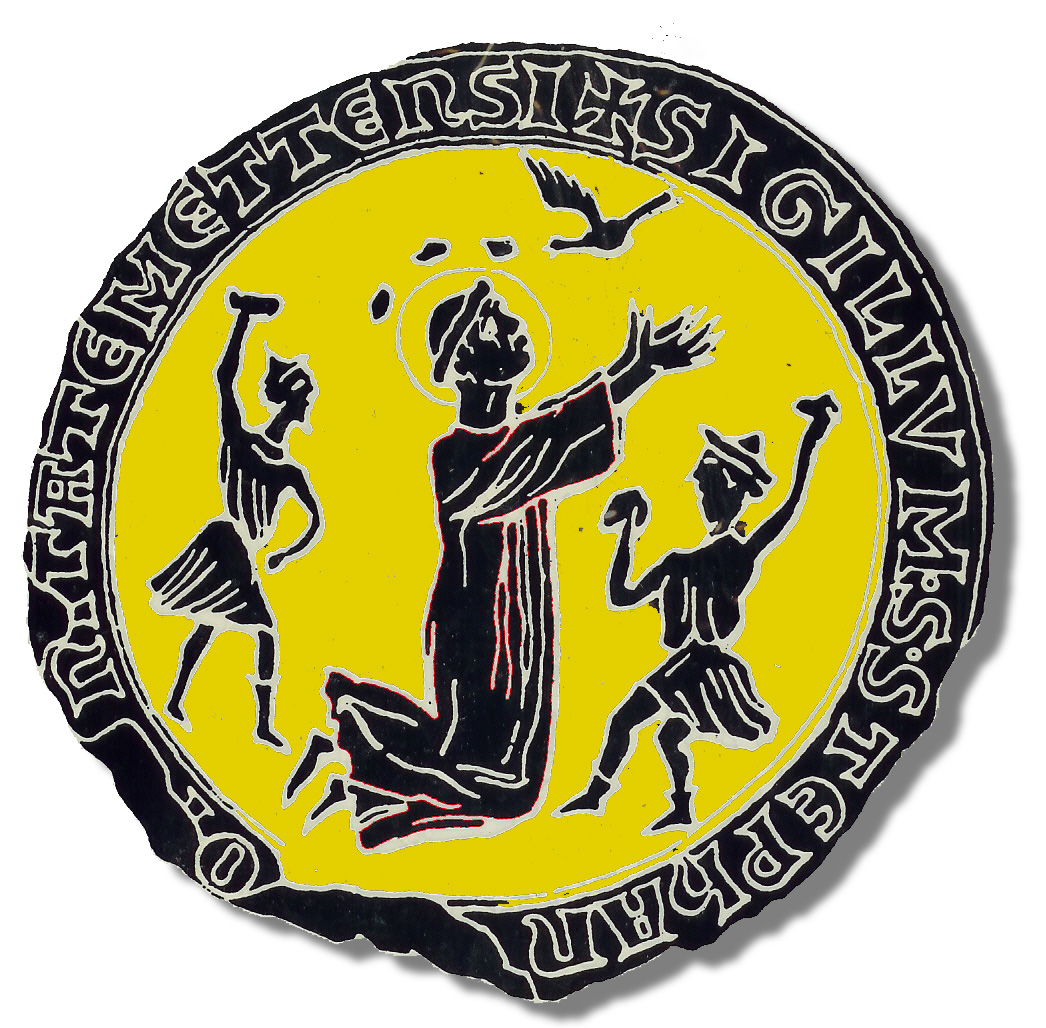
Premier sceau de la ville de Metz.

## République messine

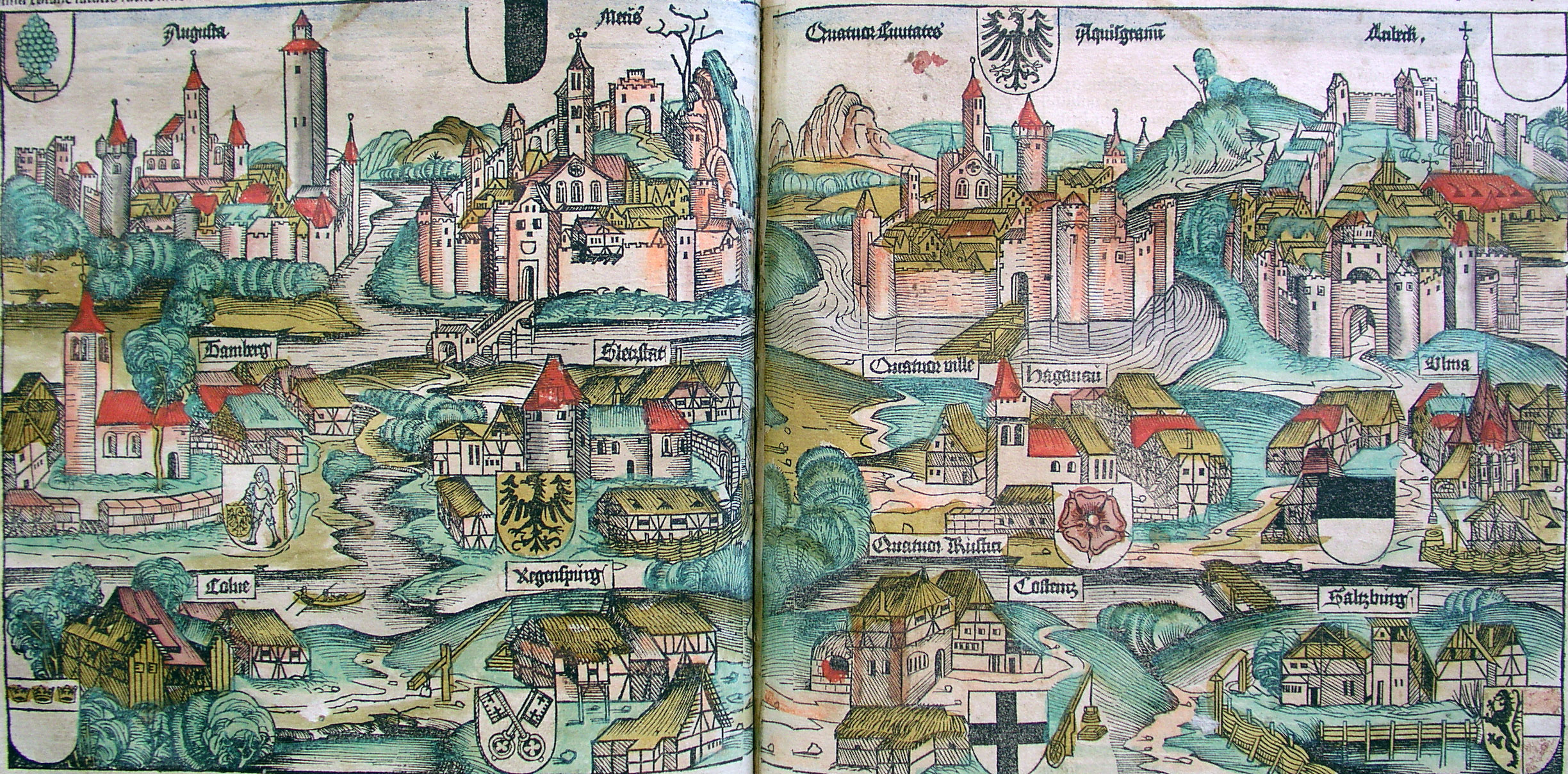
Dessin schématique de la ville de Metz (première page, en haut à droite) dans les La Chronique de Nuremberg (1440-1514).

### Conquête de l’autonomie urbaine
À la mort de l’évêque Étienne de Bar, une nouvelle crise éclate entre l’empire et la papauté, provoquant un nouvel affaiblissement du pouvoir des évêques de Metz qui évitent, à compter de cette date, de se faire consacrer par peur d’être pris pour des « orthodoxes » par l’empereur, pour des « anti-papes » par Rome (et donc d’être excommuniés par Alexandre, le pape en exercice à cette époque). La bourgeoisie en profite pour conforter ses pouvoirs et consolider son autorité, quitte à entrer en conflit avec l’évêque. La multiplicité de ces conflits est assez fréquente pour inciter l’évêque Bertram à inaugurer le début de son épiscopat en instituant de nouvelles règles (21 mars 1180), dans une charte appelée Grand Atour de Metz dans lequel il reconnaît formellement l’existence du Commun de Metz. C'est vraisemblablement en cette même année que la ville reçoit le titre de ville d'Empire (Reichsstadt), conservé au moins jusqu'en 1210 sous cette terminologie.
Restaurateur du pouvoir épiscopal, Bertram fut pourtant chassé de son siège par l’Empereur et obligé de se réfugier à Cologne avant de rentrer à Metz à la mort de Frédéric Barberousse. Il fit construire une forteresse à Vic-sur-Seille, laissant « la haute justice » criminelle dans les mains de son « Grand Voué », le comte de Dabo, lequel le délégua à une « assemblée de treize jurés » qui allait devenir la plus haute autorité de l’État et constituer, avec le Maître Échevin, le « Conseil Suprême », dit aussi « Grand Conseil » de la cité messine. À peine institués, ces « treize » entraient en conflit avec l’évêque et le clergé, leur refusant des exemptions de charges financières destinées à la réfection des remparts ; ils soulevèrent une première fois les bourgeois contre eux (1209–1210), mais durent céder, avant de prendre leur revanche en 1215, et l’Empereur lui-même fut obligé d’intervenir pour apaiser un conflit qui reprit onze années plus tard au motif identique de la contribution cléricale à l’entretien des murs. Les intérêts divergents conduisirent de fait à une rupture ; progressivement, l’évêque allait se consacrer à ses terres, les citadins à la ville.

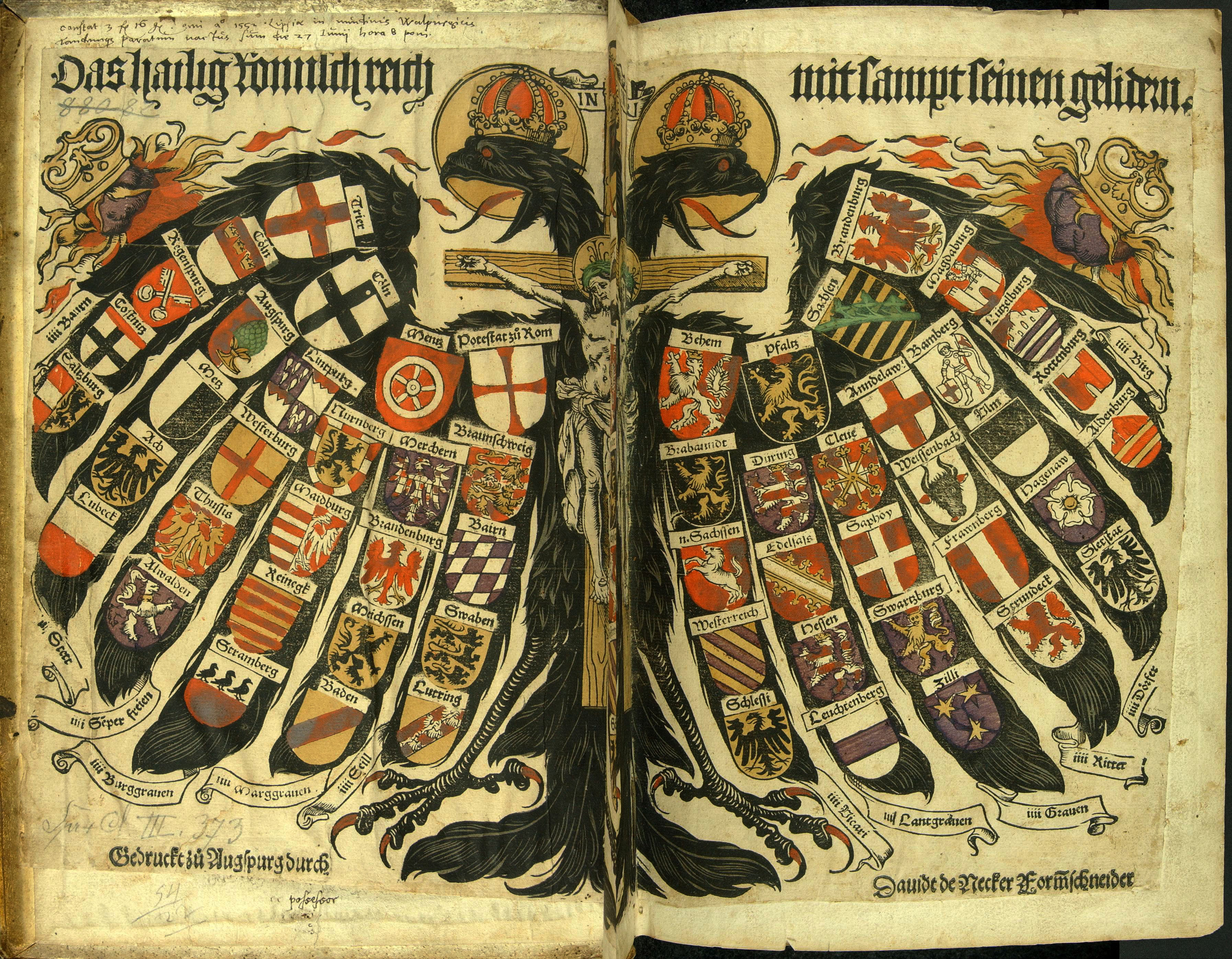
La cité de Metz étant de jure une ville d'Empire, siégeant à la Diète malgré son autonomie, elle figure sur le Quaternionenadler du Saint-Empire romain germanique.

Cela se fit par paliers. Le successeur de Bertram, Conrad de Scharfenberg, également évêque de Spire et chancelier de l’empereur Frédéric II, trop souvent absent, laissa les bourgeois se défendre seuls contre les comtes de Champagne et de Luxembourg qui assiégèrent la cité en 1221.
À la mort de Gertrude, héritière d'Albert II de Dabo-Moha, et dernière comtesse de Metz, la question de sa succession entraîna la cité dans une guerre appelée « guerre des Amis » (1231–1234). L’évêque Jean Ier d’Apremont doubla ses possessions territoriales en y ajoutant les terres du comté. Une partie de la bourgeoisie messine lui fit la guerre, à lui et à « ceux du paraige de Porsaillis » (qui ont pris son parti) : le duc Mathieu II de Lorraine et le comte Henri de Bar.
Mais l’argent messin fit son effet et le comte de Bar, acheté par les bourgeois, changea de camp, bientôt imité par le duc de Lorraine. Les bourgeois triomphants purent alors jeter hors des murs ceux de Porsaillis et les corps de métiers qui les soutenaient. Ils les bannirent à vie de la cité après avoir brûlé leurs bannières et les avoir délestés de tous leurs biens et assiégèrent l’évêque réfugié dans sa forteresse de Saint-Germain. Jean d’Apremont, obligé de reconnaître sa défaite, fit la paix et dut reconnaître l’indépendance de la cité, c'est la création officielle de la République messine.

## Lent déclin et fin de l’indépendance

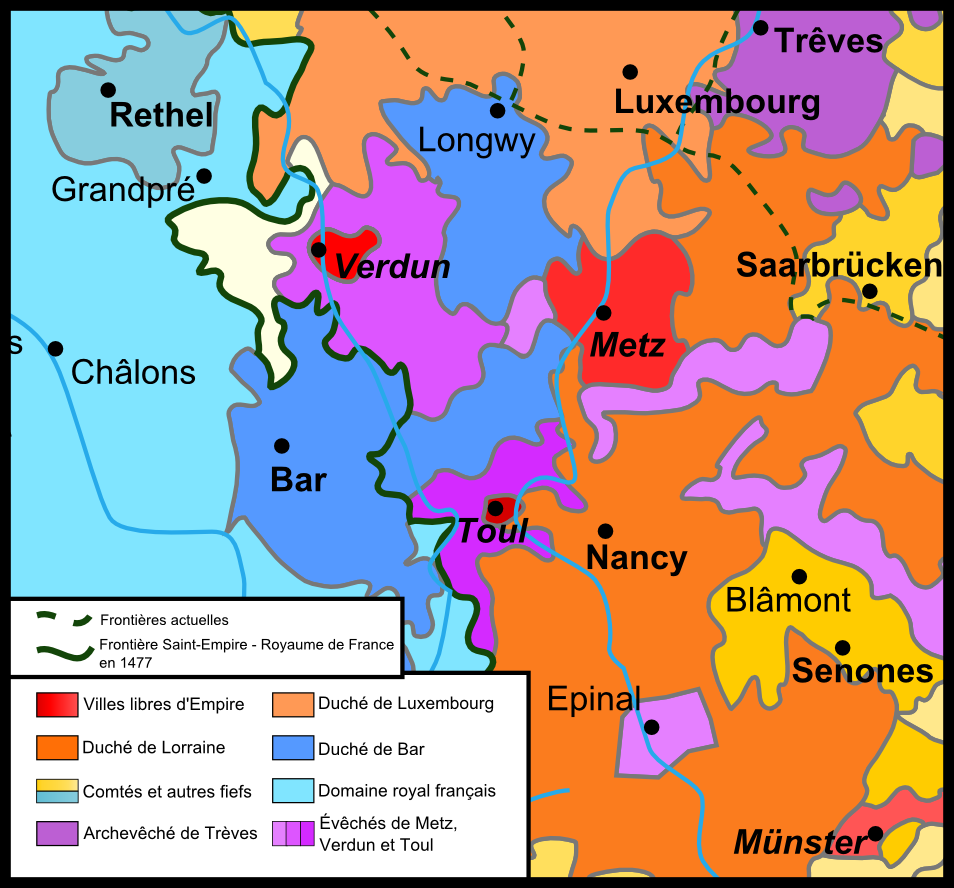
Les états composant la Lorraine au XVe siècle.

Vers la fin de l’an 1356 fut organisé à Metz la Diète de Metz qui fut un rassemblement important avec la participation de l’empereur du Saint-Empire, des princes électeurs et d’autres dignitaires laïques et ecclésiastiques pour définir et promulguer la loi de la fameuse Bulle d’Or.
Dès le milieu du XIVe siècle, la puissance de la ville commence à s'estomper, tout en restant une des villes les plus riches et les plus commerçantes de l'Empire, les épidémies et d'autres facteurs fragilisent sa stabilité. Principalement ce sont les combats récurrents avec les duchés voisins (Lorraine, Bar ou Luxembourg) - comme lors de la guerre des Quatre Seigneurs de 1324 - qui malgré la victoire des Messins portent parfois un coup aux finances urbaines. Le XVe siècle et ses sièges de plus en plus nombreux - en particulier celui le siège de 1444, par le roi de France Charles VII et le duc de Lorraine René d'Anjou - fragiliseront de plus en plus l'intégrité économique de la ville à force de dettes de guerre et du déplacement forcé des routes commerciales vers l'axe rhénan. Le commerce messin est relativement affaibli, même si la cité s'ouvre encore sur un marché régional conséquent - contrairement à ses homologues lorraines Verdun et Toul - elle est considérée comme une des villes les moins marchandes du Saint-Empire.

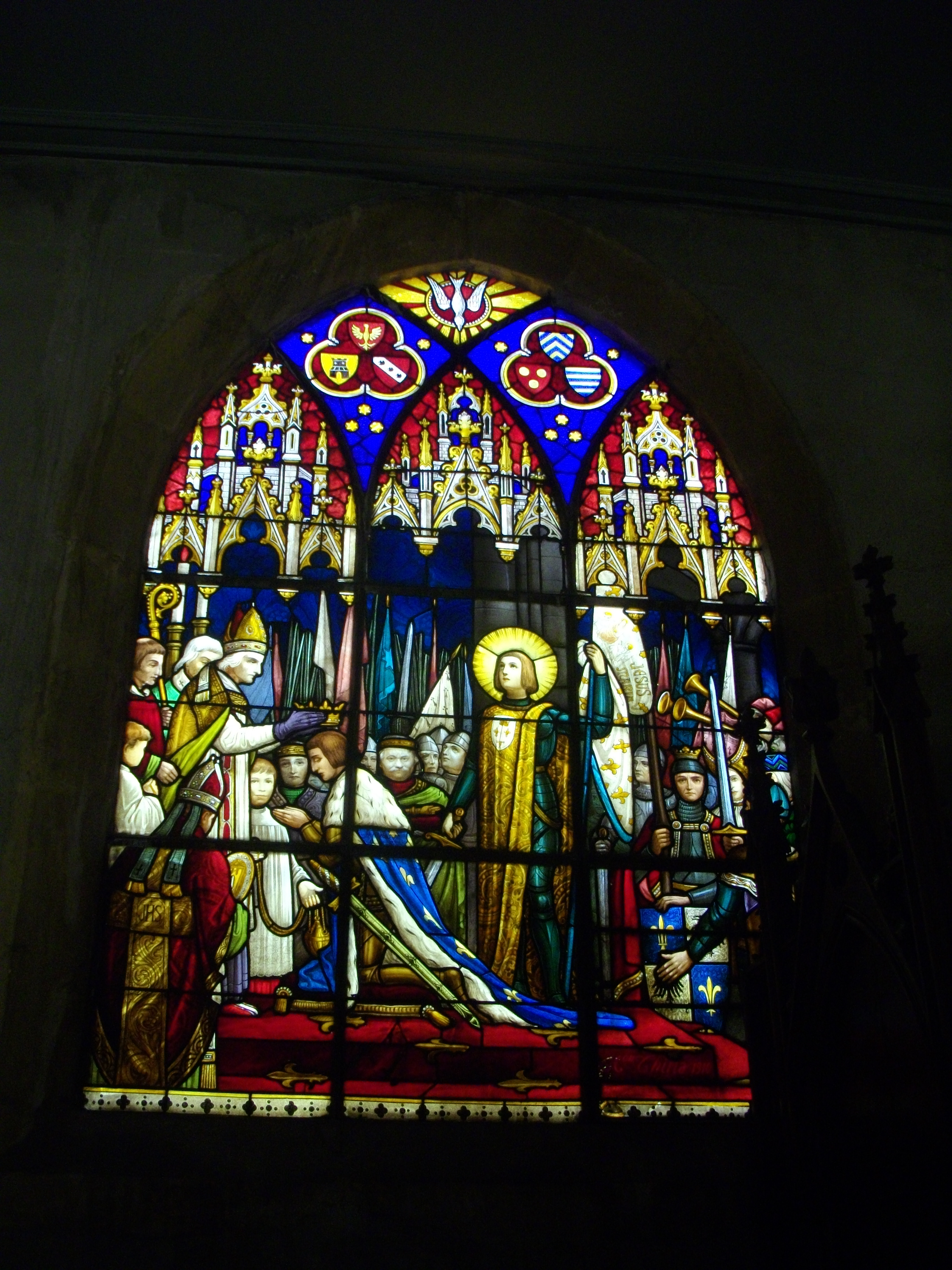
Vitrail de 1910 à l'église Saint-Martin de Metz: Sacre de Charles VII à Reims. Figurent en haut les blason des différents paraiges familles patriarcales gouvernant la république messine.

Toutefois, la bourgeoisie messine s'enrichira toujours bien qu'en se réduisant et se repliant sur elle-même, entrant dans une ère d'opulence et de luxe où de nouvelles demeures patriciennes et bourgeoises seront bâties. Une bourgeoisie décomplexée organisant de grandes fêtes investissant notamment le vaste Hôtel du Passetemps situé le long de la Moselle à proximité directe de l'abbaye Saint-Vincent. Peu à peu la région est elle aussi influencée par les prémices de la Renaissance, qui à Metz se décline principalement dans l'art religieux à travers des vitraux de plus en plus colorés et une statuaire nouvelle - comme la Vierge allaitante ou Nativité de l'église Saint-Martin - avant même la Haute Renaissance du XVIe siècle. L'art civil s'en verra aussi accommodé, notamment durant la première moitié du XVIe siècle avec des constructions comme l'hôtel de Burtaigne ou la maison des Têtes dont le décor marque un détachement par rapport à l’art gothique tardif, également époque de la finition de la cathédrale Saint-Étienne et la pose des vitraux de Valentin Bousch.

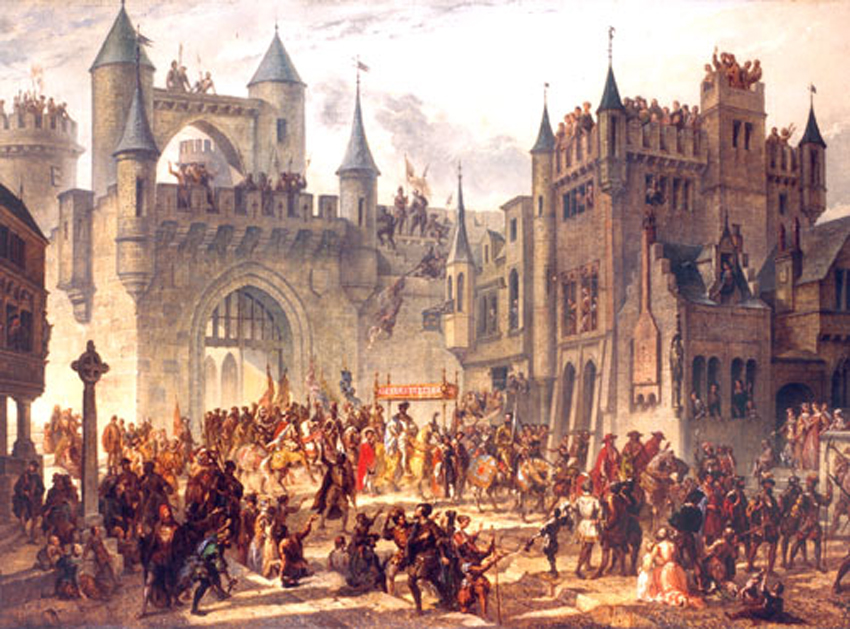
L'entrée d'Henri II dans la ville de Metz d'après le peintre Auguste Migette.

L'esprit humaniste de la Renaissance infiltrera également la cité messine, l'écrivain François Rabelais y résidera par ailleurs en 1546 et 1547, en fuite par rapport à l'Église romaine, exerçant alors des fonctions au service de la ville comme médecin ou conseiller également entamant la rédaction du Quart Livre qui intègre des éléments du folklore messin. Toutefois d'après certains historiens, il aurait été chargé par le roi de France de préparer secrètement l'annexion de la cité et du pays messin, qu'elle domine.
En effet, en 1552 dans le cadre du voyage d'Austrasie d'Henri II de France, visant à la conquête des contrées francophones du Saint-Empire que sont les Trois-Évêchés (à savoir les domaines épiscopaux de Toul, Metz et Verdun, mais surtout les trois villes libres d'Empire susdites), la cité de Metz (tout comme Toul et Verdun) se met de son plein gré sous la protection du roi de France. Malgré sa richesse qui en fait encore une ville très importante pour l'empereur Charles Quint, la République messine est extrêmement faible économiquement et a perdu en quasi-totalité sa puissance commerçante et ne peut plus défendre correctement son autonomie face à ses voisins, le choix d'être mis sous protection par le roi de France s'avérait donc une solution pour défendre l'intégrité de la cité. Cependant, Charles Quint refusant la perte de la ville l'assiège pendant trois mois avant de se retirer face à la défense du duc François de Guise qui exigea l'arasement des faubourgs de la ville, perdant par la même des lieux phares de son histoire comme l'abbaye de Saint-Arnould déplacée en centre-ville. Metz et les Trois-Évêchés deviennent alors le premier protectorat français dont l'effet sera la disparition progressive des institutions de la république messine jusqu'à l'annexion de jure proclamée en 1648 lors des traités de Westphalie. La ville de Metz devient alors une place-forte du royaume, se parant très vite d'une puissante citadelle venant remplacer les fortifications vieillissantes mais aussi tout un quartier de la ville.